# HAZ–30
A HAZ–30 ukrán kétszemélyes, ultrakönnyű gyakorló, sport- és hobbi-repülőgép, melyet a Harkivi Repülőgépgyár (HAZ) fejlesztett ki és gyárt 2012-től. A gép egyszerű műrepülésre is alkalmas.

## Története
A 2000-es évek elején fejlesztették ki. 2012 májusában emelkedett először a levegőbe. 2013 augusztusáig a Harkivi Repülőgépgyár 10 gépet készített el. 2013 augusztusában a Harkivi Repülőgépgyár  HAZ–30-as gépe nyerte a Harkivi Kozsedub Repülő Akadémia alapfokú kiképzésre szolgáló gépre kiírt tenderét, így a Jak–52 mellett ez a gép lett az Ukrán Légierő alapfokú kiképző típusa, melyből négy darabot állítottak szolgálatba. Az akadémián a második évfolyamtól kezdődik a gyakorlati repülő képzés. Majd az alapfokú gép után a növendékek az L–39 Albatroson folytatják a kiképzést. 

## Jellemzői
Felsőszárnyas elrendezésű ultrakönnyű repülőgép, üres tömege mindössze  395 kg. A szárny oldalviszonya nagy. Ez jó siklótulajdonságokat eredményez, így a géppel álló motorral, vitorlázva is biztonságosan földet lehet érni. A gép meghajtásáról az orr részbe épített Rotax 912ULS2 típusú négyhengeres, folyadékhűtéses benzinmotor gondoskodik, amely egy 1,76 m átmérőjű, háromtollú fém légcsavart hajt. Repülési üzemmódtól függően 15–27 liter a motor óránkénti üzemanyag-fogyasztása. Pilótafülkéje kétszemélyes, a növendék és az oktató egymás mellett foglal helyet. Kettőzött kezelőszervekkel látták el. Futóműve tricikli elrendezésű (orrfutós), a futók nem behúzhatók.

## Műszaki adatok[1]

### Geometriai méretek és tömegadatok
- Fesztáv: 9,526 m
- Hossz: 6,4 m
- Magasság: 2,36 m
- Szárnyfelület: 12,4 m²
- Üres tömeg: 395 kg
- Hasznos teher: 200 kg
- Üzemanyag: 73 l

### Motor
- Száma: 1 db
- Típus: Rotax 912ULS2 négyhengeres, folyadékhűtésű, boxer hengerelrendezésű benzinmotor
- Legnagyobb teljesítmény: 75 kW (100 LE)

### Repülési jellemzők
- Legnagyobb sebesség: 200 km/h
- Leszálló sebesség: 85 km/h
- Legnagyobb repülési magasság: 3500 m
- Felszállási úthossz: 120 m
- Kigurulási úthossz: 120 m